# Objaw Troisiera
Objaw Troisiera – jeden z objawów raka żołądka, opisany przez Charlesa Emile'a Troisiera, polegający na powiększeniu węzła Virchowa – lewego, nadobojczykowego węzła chłonnego. Jest on objawem rokującym źle, wskazuje bowiem na zaawansowanie choroby.